# Real Time Streaming Protocol
Real Time Streaming Protocol (RTSP) är ett standardprotokoll för strömmande media fastställt av IETF 1998 i RFC 2326. Används för att etablera och synkronisera multimedieströmmar. Det är inget transportprotokoll utan förlitar sig på UDP eller RTP för transport. Du kan använda RTSP-protokollet (Real Time Streaming Protocol) för att tillhandahålla innehåll som en unicast-dataström. Det är ett protokoll på programnivå som skapades speciellt för att kontrollera överföringen av data i realtid, som till exempel ljud- och videoinnehåll. Det implementeras över ett korrigeringsorienterat transportprotokoll. Det har stöd för spelarkontrollåtgärder, som till exempel stoppa, pausa och snabbspola bakåt och framåt i indexerade Windows Media-filer. Du kan använda RTSP för att direktuppspela innehåll till datorer som kör Windows Media Player 9 eller senare eller Windows Media Services 9 eller senare. RTSP är ett kontrollprotokoll som fungerar tillsammans med dataleveransprotokollet RTP för att tillhandahålla innehåll för klienter.
Om anslutningens webbadress använder RTSP (till exempel, rtsp://server/publiceringsplats/fil
) förhandlar RTSP automatiskt den bästa leveransmetoden för innehållet. Sedan fås RTP-protokollet att skicka det direktuppspelande innehållet med hjälp av UDP (eller ett TCP-baserat protokoll på nätverk som inte stöder UDP).
Om du vill tvinga servern att använda ett specifikt protokoll kan du ange det protokollet i meddelandefilen. Användaren kan även ange protokollet i adressen till innehållet (till exempel rtspu://server/publiceringsplats/fil). För att underlätta protokollersättning rekommenderas att webbadressen använder det generaliserade RTSP-protokollet. På så vis kan spelaren använda antingen RTSPU eller RTSPT för att ansluta till direktuppspelningen. Om spelaren inte kan ansluta till direktuppspelningen genom att använda något av RTSP-protokollen försöker den att ansluta till direktuppspelningen med hjälp av HTTP-protokollet.
Windows Media Services implementerar RTSP genom plugin-programmet för kontrollprotokoll WMS RTSP Server. I en standardinstallation av Windows Media Services är detta plugin-program aktiverat och länkat till TCP-port 554.